# Quando o Carnaval Chegar
Pour plus de détails, voir Fiche technique et Distribution.
Quando o Carnaval Chegar est un film brésilien réalisé par Carlos Diegues, sorti en 1972.

## Synopsis
Lourival est l’impresario du groupe de chanteurs composés de Paulo, Mimi et Rosa qui parcourt le pays dans un bus. Il essaye d'organiser la participation de ses chanteurs à un nouvel événement, la fête du roi, mais il est confronté à de nombreuses difficultés.

## Fiche technique
- Titre français : Quando o Carnaval Chegar
- Réalisation : Carlos Diegues
- Scénario : Carlos Diegues, Chico Buarque et Hugo Carvana
- Pays d'origine : Brésil
- Format : Couleurs - 35 mm - Mono
- Genre : musical
- Durée : 100 minutes
- Date de sortie : 1972

## Distribution
- Chico Buarque : Paulo
- Nara Leão : Mimi
- Maria Bethânia : Rosa
- Hugo Carvana : Lourival
- Antonio Pitanga : Cuíca
- Ana Maria Magalhães : Virgínia
- José Lewgoy : Anjo